# Ruisseau de la Boussège
Le ruisseau de la Boussège est une rivière du sud-ouest de la France c'est un sous affluent de la Garonne par le Volp.

## Géographie
De 11,2 km de longueur, le ruisseau de la Boussège prend sa source dans l'Ariège sur la commune de Sainte-Croix-Volvestre se jette dans le Volp sur la commune du Plan en Haute-Garonne.

## Départements et communes traversés
- Ariège : Sainte-Croix-Volvestre
- Haute-Garonne : Le Plan, Montberaud, Lahitère

## Principaux affluents
- Ruisseau de la Bousségole : 1,1 km
- Ruisseau de Cercaude : 1,7 km
- Ruisseau de Balahé : 1,3 km
- Ruisseau de la Lause : 1,7 km
- Ruisseau des Ruchets : 1,2 km